# 钼蓝

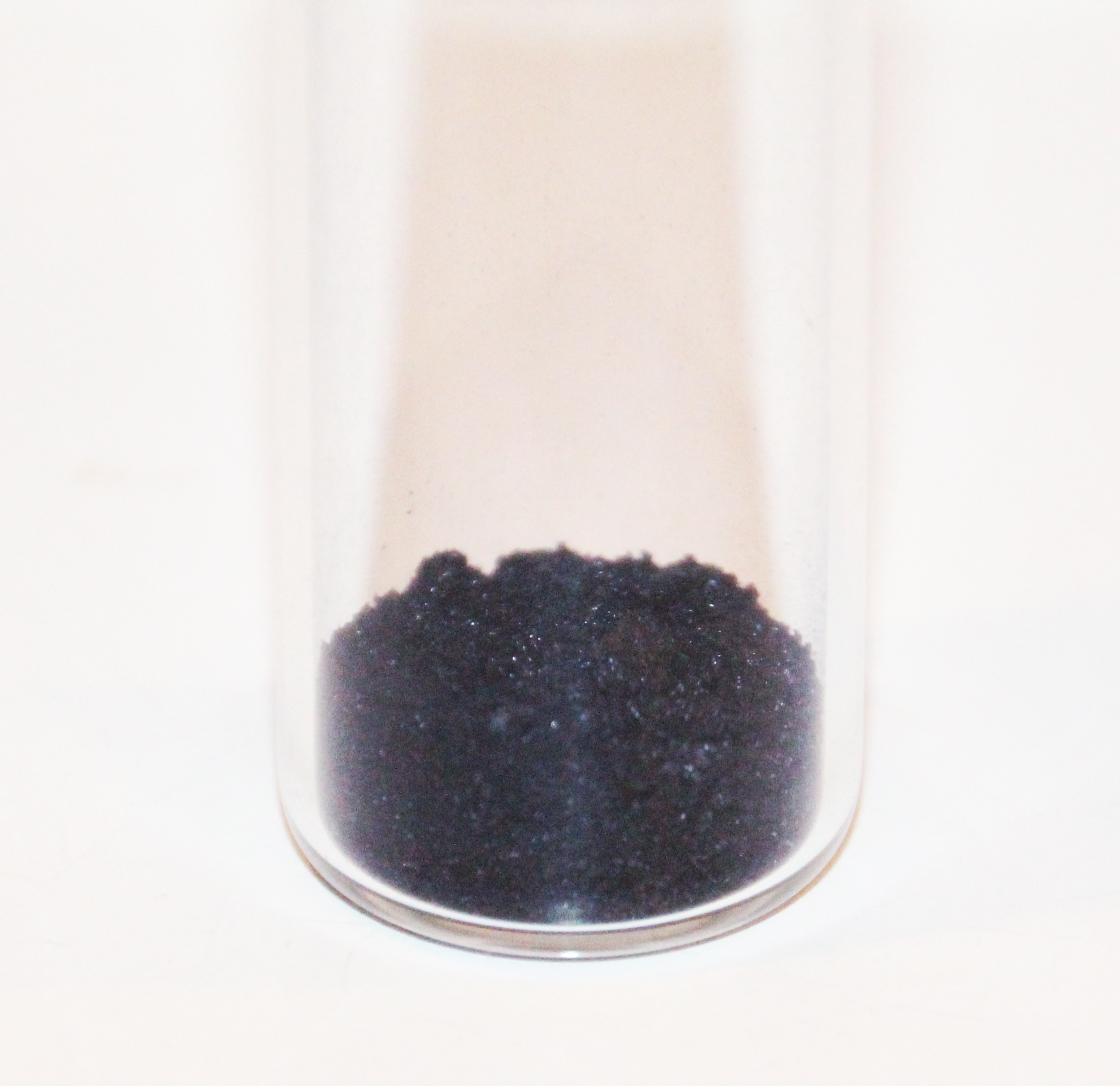
钼蓝的一种，其化学式为Na_{15}[Mo^{VI}_{126}Mo^{V}_{28}O_{462}H_{14}(H_{2}O)_{70}]_{}
[Mo^{VI}_{124}Mo^{V}_{28}O_{457}H_{14}(H_{2}O)_{68}]_{}.

钼蓝是一类含有+5和+6混合价态的多酸化合物，它在钼酸盐溶液的还原中生成，含有或不含磷、硅等杂原子。有时候钼蓝也指含有三氧化钼的颜料。
含杂原子的钼蓝可用于分析化学或用作催化剂。而不含杂原子的钼蓝可以用作还原剂的试剂。它们有着很大的阴离子，在这个大圆环的阴离子中，含有154个钼原子，其化学式为[Mo154O462H14(H2O)70]14−。
钼蓝颜料在历史上曾有记载，但当今很少使用。